# Едуард VIII
Крал Едуард VIII (на английски: Edward VIII), с рождено име Едуард Албърт Кристиан Джордж Андрю Патрик Дейвид, (23 юни 1894 – 28 май 1972), по-късно принц и херцог, е вторият британски монарх от Уиндзорската династия. Управлява Великобритания от 20 януари 1936 г. до абдикацията си на 11 декември същата година.

## Биография
Едуард VIII е роден на 23 юни 1894 г. Той е най-възрастният син на Джордж V и Мери Тек. Връзката му с американката Уолис Симпсън става причина да абдикира след 11-месечно царуване. Двамата с Уолис нямат деца. Умира през 1972 г.
Слуховете за връзката на Едуард с Уолис Симпсън, които се появяват след смъртта на баща му Джордж V, стават причина за конституционна криза. Църквата (чиято глава е Едуард) порицава развода на Симпсън, Парламентът отказва да ѝ даде титла, а нацията не е доволна от факта, че разведена жена ще бъде съпруга на краля. В английската история е нямало подобен прецедент, съпругата на краля да няма официална титла.
Ако Едуард е бил твърд в отстояването на позицията си, то кризата е щяло да отмине, но той предпочита да абдикира, за да не развали имиджа на монархията. Дадена му е титлата херцог на Уиндзор, жени се за Уолис Симпсън, напускат Англия и се отдават на светски живот. Съществуват изобилни сведения за неговите симпатии към и връзки с нацистка Германия. Едуард има второто най-късо царуване в английската история, след това на Едуард V (1483 г.). Прецедентът кралят да се жени за разведена жена е сторил Хенри II, който се жени за Елеонор Аквитанска, която по-рано е разтрогнала брака си с френския крал Луи VII. Едуард абдикира по същия начин, както и Джеймс II, след като срещу него се обединяват партиите в Парламента.
Едуард е бил много популярен. Неговата съпруга, херцогинята на Уиндзор, казва: „Той можеше да бъде голям крал, хората го обичаха.“
Същото обаче се отнася и за американката Уолис Симпсън. През 30-те години на миналия век въпросът как една толкова невзрачна жена може да омае Едуард VIII дотам, че да го накара да зареже управлението на държавата, е сред най-често задаваните в пресата. Явно има особен чар, след като успява да погребе един съпруг, да се разведе с втори и да се установи в Лондон с трети, преди да хване окото на краля. Самата тя реагира най-странно на разразилата се династическа криза – медиите твърдят, че когато научава за абдикацията на любимия си, казва: Ах, какъв безмозъчен глупак!“ и се разплаква. Тронът се освобождава за брата на Едуард – Джордж VI, който под натиска на кабинета лишава Уолис дори от полагащата се титла херцогиня. Карамболът довежда сегашната Елизабет II на престола и тя никога не забравя това.
След смъртта на абдикиралия монарх през 1972 племенницата му започва да плаща всички сметки на неговата жена, която се парализира през последните 8 години от живота си.